# Le Masnau-Massuguiès
Le Masnau-Massuguiès település Franciaországban, Tarn megyében. Lakosainak száma 253 fő (2022. január 1.). Le Masnau-Massuguiès Montfranc, Pousthomy, Lacaze, Massals, Paulinet, Rayssac, Saint-Salvi-de-Carcavès és Viane községekkel határos.

## Népesség
A település népességének változása:
| Lakosok száma | 282  | 273  | 275  | 270  | 267  | 265  | 259  | 256  | 253  |
|               | 2013 | 2015 | 2016 | 2017 | 2018 | 2019 | 2020 | 2021 | 2022 |